# Добшинська крижана печера
Добшинська крижана печера (словац. Dobšinská ľadová jaskyňa) — карстова печера, національна природна пам'ятка, що розташована в горах Словацький Рай біля міста Добшина (Словаччина, Кошицький край, округ Рожнява). 2000 року печера включена до Списку об'єктів Світової спадщини ЮНЕСКО у Словаччині як частина об'єкту «Печери Аггтелека і Словацького Карсту».

## Історія
Королівський гірничий інженер Еугєн Руффіні і його друзі Ендре Мега, Густав Ланг і Нандор Фехер виявили печеру 15 червня 1870 року, хоча пастухам і мисливцям вхід до печери був відомий з незапам'ятних часів як Студена діра. Вже через рік печера була відкрита для публіки, а 1887 року вона стала першою в Європі печерою з електричним освітленням.

## Опис
Загальна протяжність печери становить 1483 метра (за іншими даними — 1232 метра), але для публічного огляду відкрито лише 475 метрів. Загальна площа печери становить 8 874 м², з яких 7 171 м² покрито льодом. Загальний обсяг льоду оцінюється в 110 000 — 125 000 кубічних метрів, товщина льоду сягає 26,5 м.
Вхід в печеру розташований на висоті 969,5 метрів над рівнем моря і на висоті 130 м над річкою Гнилець.
Пол печери спускається вниз від входу, який «дивиться» на північ, це призводить до швидкого охолодження печери в зимовий період, коли холодне повітря опускається вниз. З іншого боку, завдяки розташуванню входу, печера менше схильна до впливу високих температур влітку. Таким чином середньорічна температура становить близько 0° C. Вік печери оцінюється приблизно в 250 000 років.

Галереї печери з льодовими натічними утвореннями
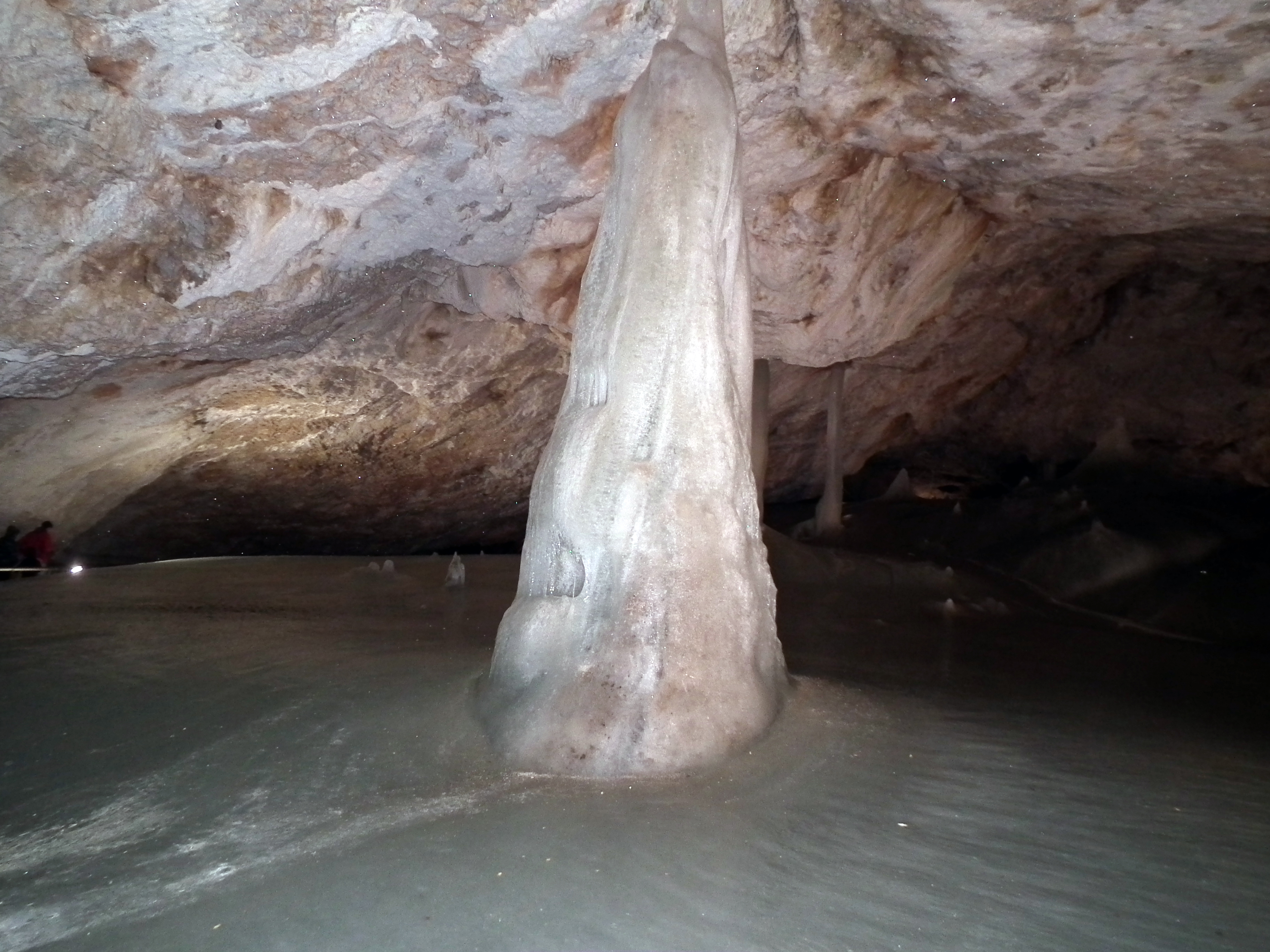
border
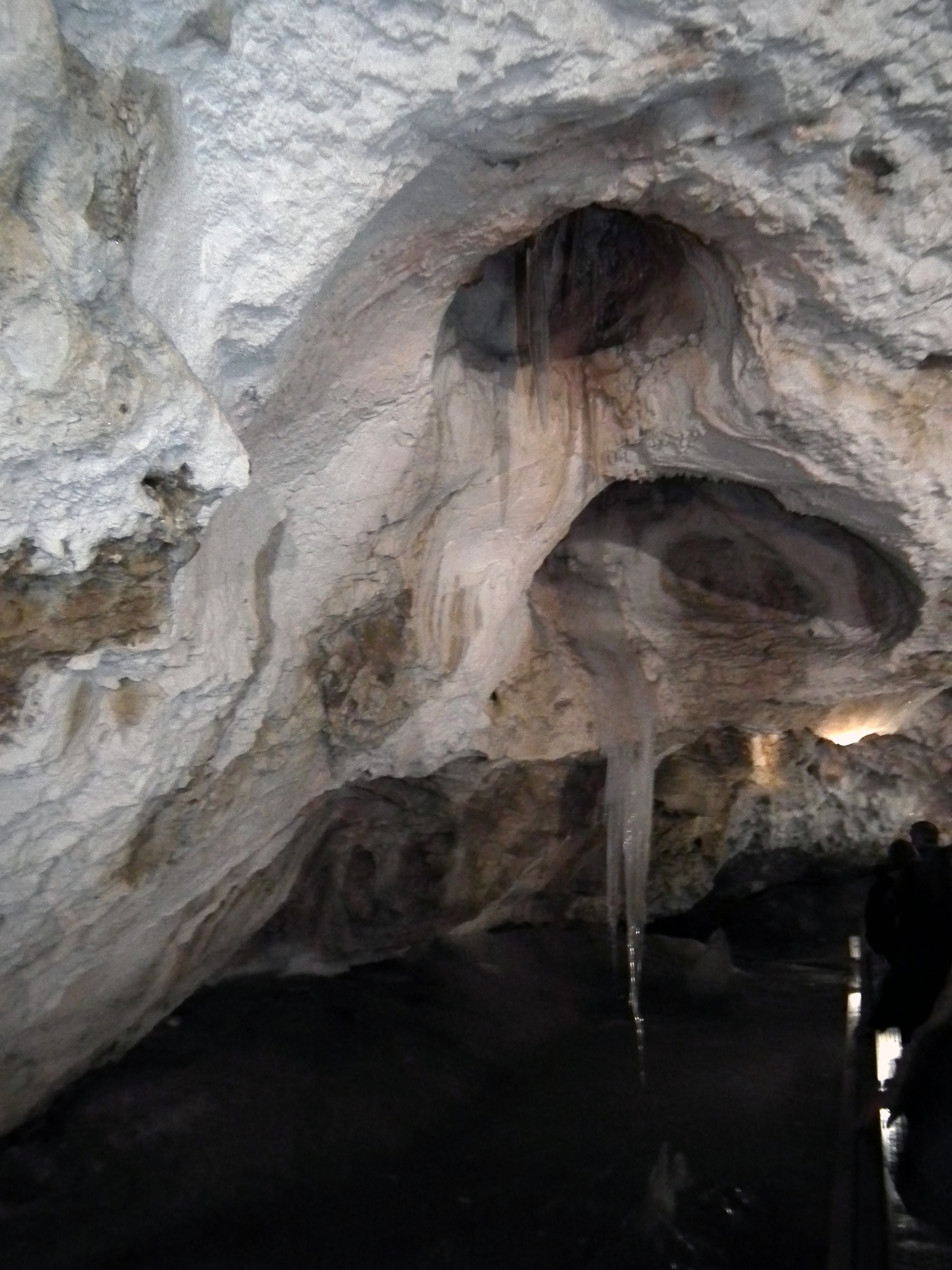
border
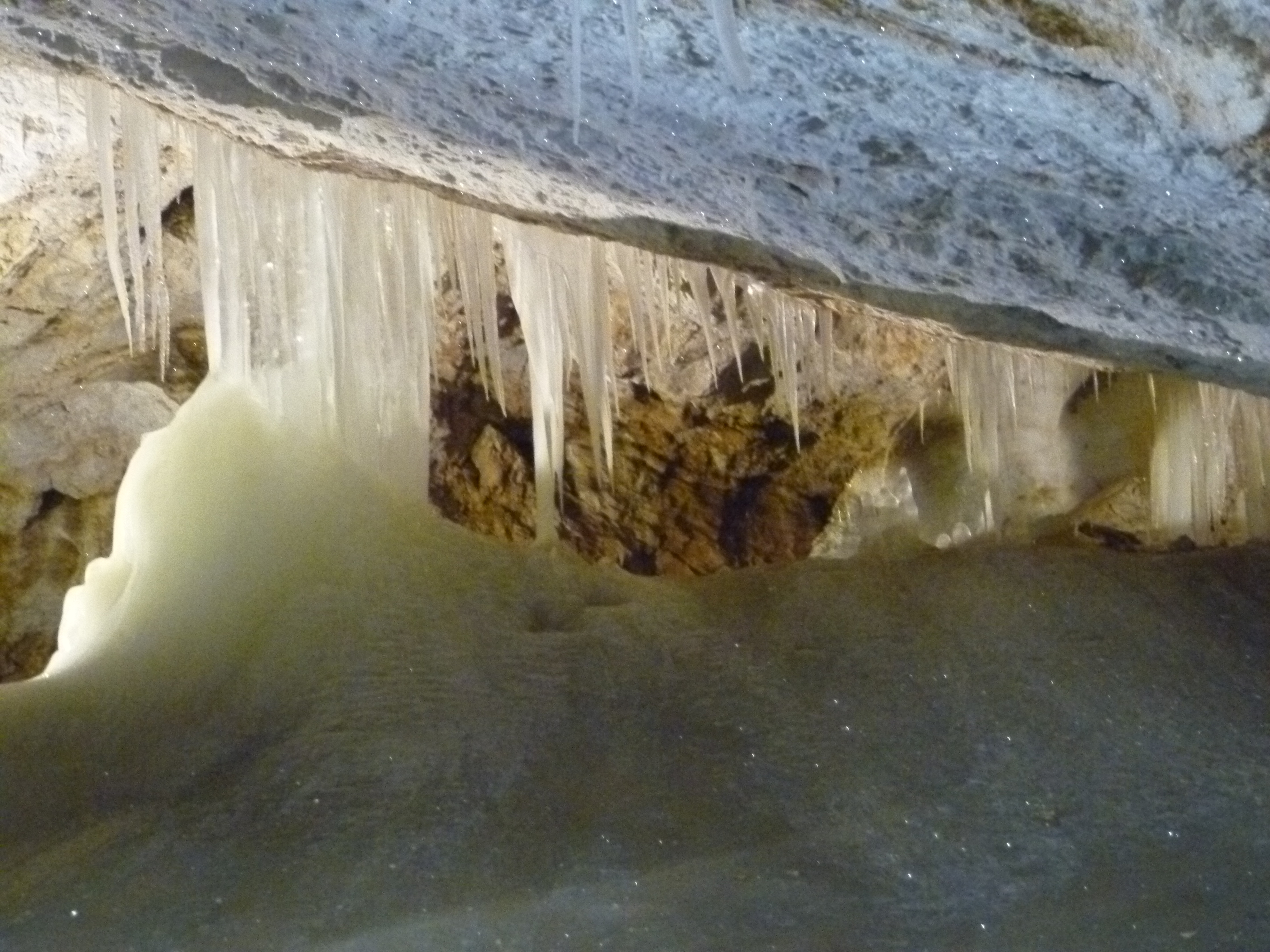
border
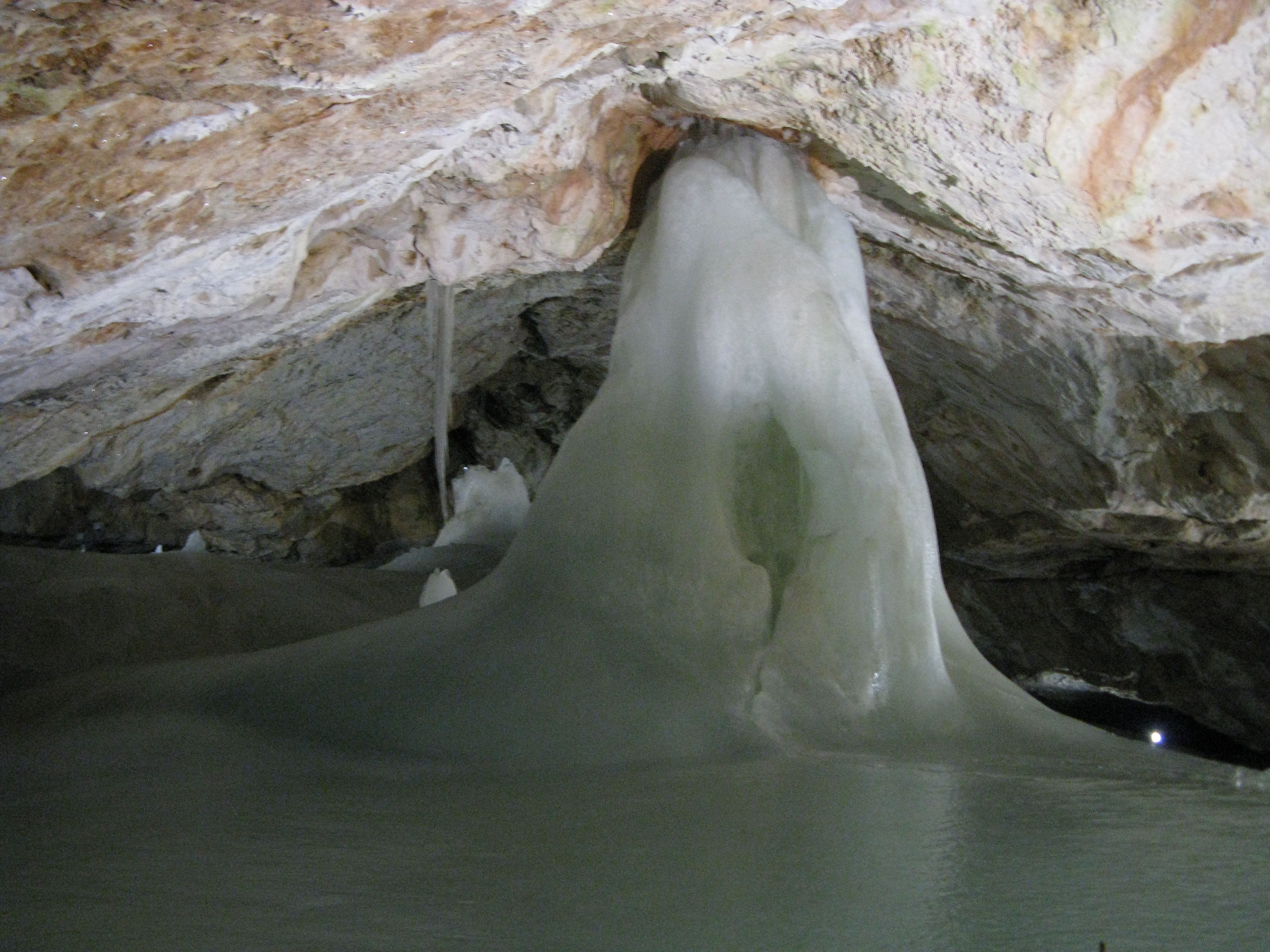
border